# Ulrich Parzany
Ulrich Parzany (* 24. März 1941 in Essen) ist ein deutscher evangelischer Theologe, Pfarrer, Prediger und Autor.

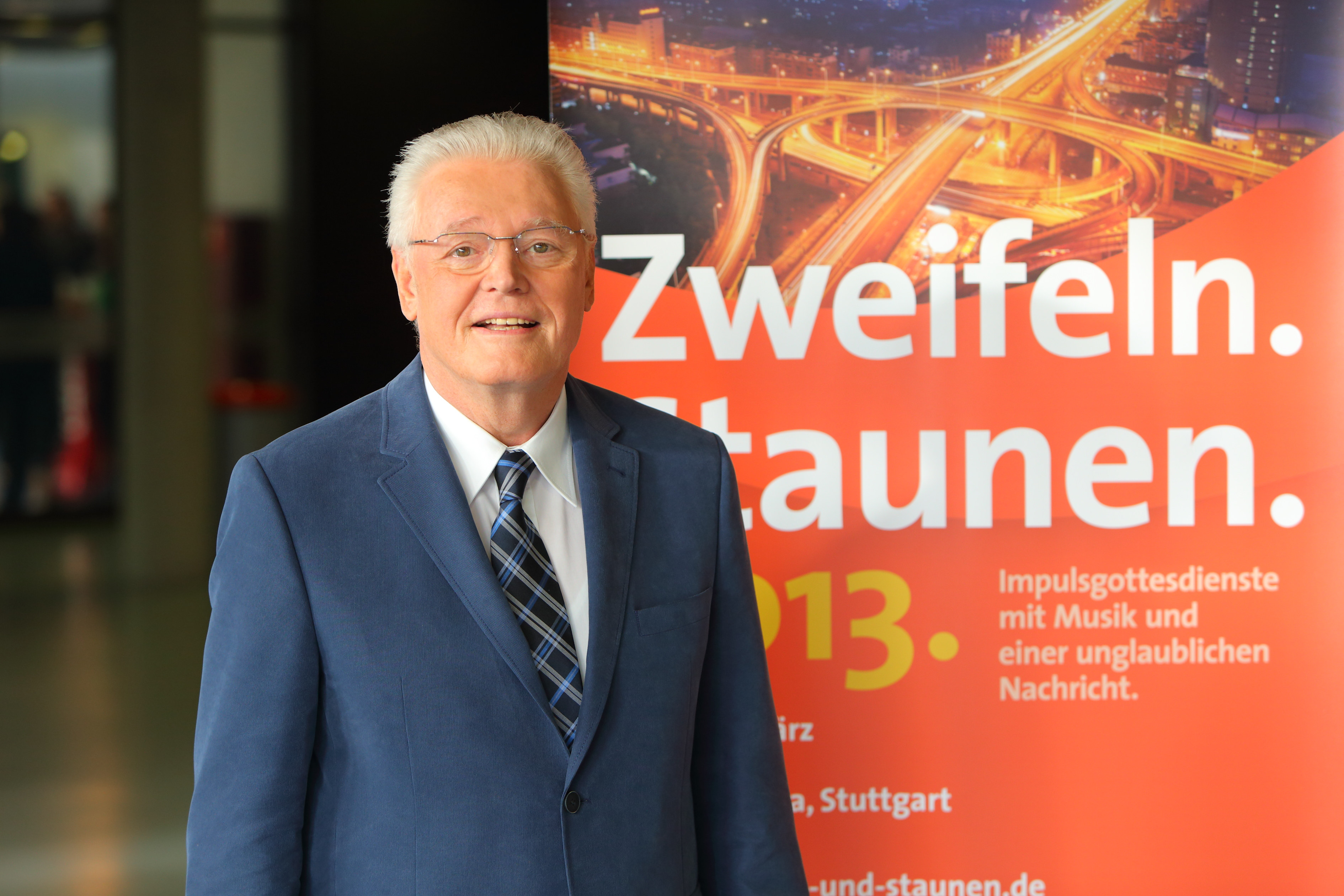
Ulrich Parzany bei ProChrist 2013

## Leben und Wirken
Ulrich Parzany wuchs in Essen auf. Er besuchte dort die Schule bis zum Abitur 1960. Nach eigener Aussage fand Parzany 1955 im Weigle-Haus in Essen unter dem Einfluss des Jugendpfarrers Wilhelm Busch zum christlichen Glauben. Bis 1961 wirkte er ehrenamtlich in der missionarischen Jugendarbeit mit.
Parzany studierte von 1960 bis 1964 evangelische Theologie in Wuppertal, Göttingen, Tübingen und Bonn. Während seines Studiums arbeitete er in der Studentenmission in Deutschland mit.
Nach dem Ersten Theologischen Examen (Herbst 1964) arbeitete er bis Herbst 1965 in der Evangelisch-Lutherischen Kirche von Jordanien als Vikar des deutschen Propstes in Jerusalem, wo er sowohl in der deutschen Lutherischen Gemeinde als auch im Internat der Lutherischen Sekundarschule in Beit Jala tätig war.
Parzany beendete nach seiner Rückkehr die theologische Ausbildung bis zum Herbst 1966 am Predigerseminar der Evangelischen Kirche im Rheinland in Essen. Danach war er bis April 1967 Synodalvikar im Kirchenkreis Bonn. Im April 1967 legte er das 2. Theologische Examen ab.
Ulrich Parzany ist seit 1967 mit der Lehrerin Regine, geb. Drunk, verheiratet, die er während des Studiums in der Göttinger SMD-Gruppe kennenlernte. Gemeinsam haben sie drei Kinder und wohnen in Kassel.
Nach der Ordination arbeitete Parzany von Mai 1967 bis September 1984 als Jugendpfarrer und Leiter des Weigle-Hauses in Essen. In dieser Zeit begann seine überregionale jugendevangelistische Tätigkeit. Er war Vorsitzender des Trägervereins für die Vorbereitung und Durchführung der missionarischen Jugendkongresse „Christival.“
Von Januar 1978 bis Mitte 1999 war Parzany Herausgeber und Schriftleiter der christlichen Monatszeitschrift Schritte, die sich als Sprachrohr des landeskirchlichen Pietismus verstand und sich für eine einladend missionarische wie auch sozial und politisch engagierte Arbeit der Christen einsetzte.

Von Oktober 1984 bis Oktober 2005 war Parzany als Generalsekretär des CVJM-Gesamtverbandes in Deutschland tätig. Von 1987 bis 2005 war er Mitglied im Hauptvorstand der Deutschen Evangelischen Allianz. 

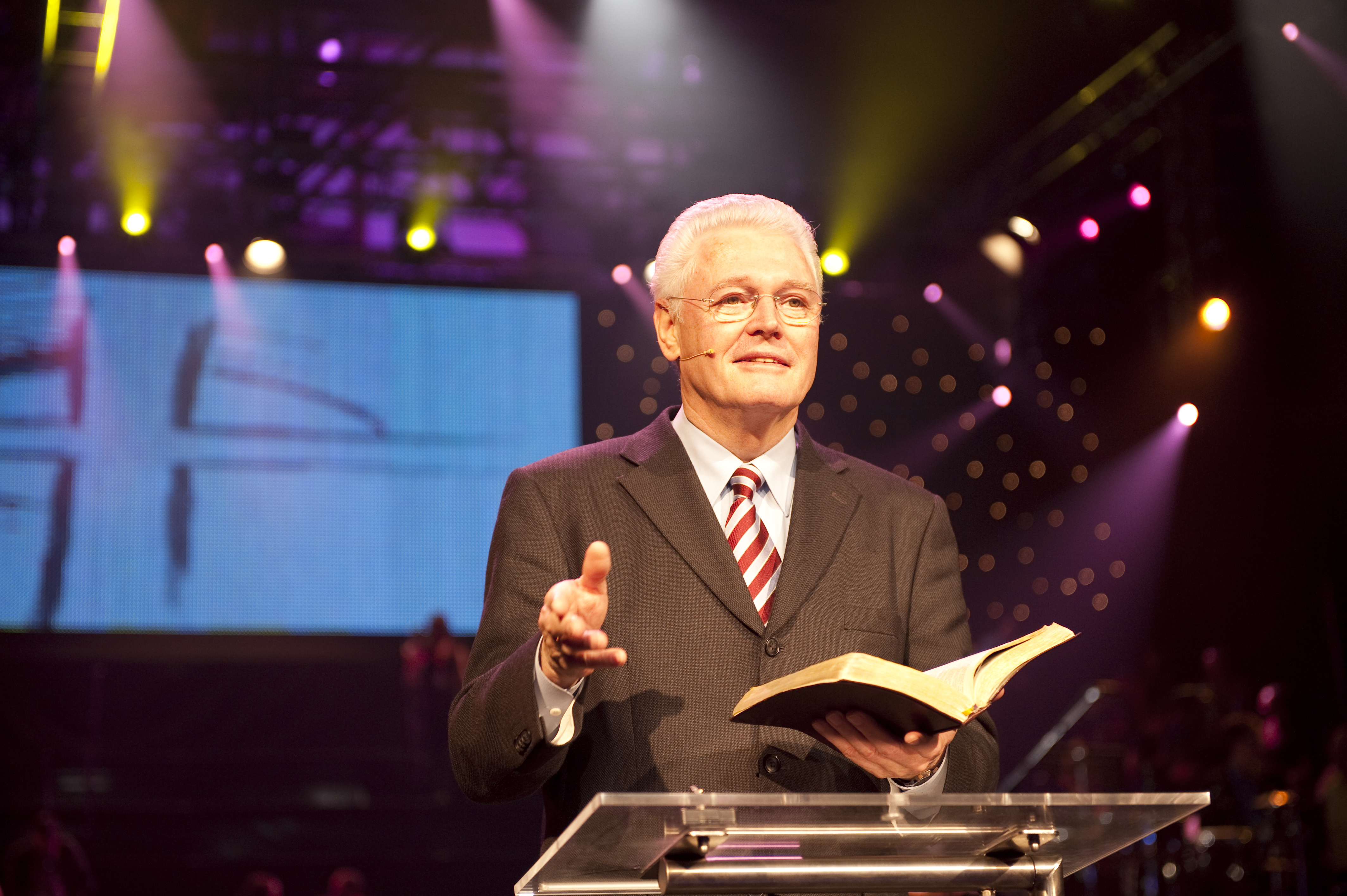
Ulrich Parzany als Hauptredner bei ProChrist 2009

Er war von Oktober 1991 bis Oktober 1993 der Vorsitzende des nationalen Komitees für „ProChrist '93“ mit Billy Graham und wurde in der Fortsetzung dieser Arbeit, neben seiner Tätigkeit als CVJM-Generalsekretär, zum Evangelisten und Leiter des evangelistischen Vereins ProChrist berufen. Dieser organisierte eine im Mai 1995 mit Satellitenübertragung für den deutschsprachigen Raum von Leipzig aus durchgeführte Massenevangelisation. Weitere ProChrist-Veranstaltungen fanden in den Jahren 1997, 2000, 2003, 2006, 2009 und 2013 europaweit statt. Von 1997 bis 2009 war Parzany der Hauptredner. Auch für ProChrist 2013 war Parzany als Hauptredner vorgesehen, erkrankte jedoch einige Stunden vor der Auftaktveranstaltung. An diesem wie auch am zweiten Abend der Reihe wurde er von dem württembergischen Pastor Steffen Kern vertreten. Am dritten Abend sprach wieder Ulrich Parzany. Zum 31. März 2013 gab Parzany die Leitung von ProChrist ab.
Von November 2002 bis November 2005 leitete er außerdem die Lausanner Bewegung Deutschland mit Sitz in Kassel. Seit 2006 predigte Parzany regelmäßig in der Reihe „Gottesdienst als Entdeckungsreise“ der Berliner Kaiser-Wilhelm-Gedächtnis-Kirche.

## Positionen
Eine der grundlegenden Positionen Parzanys besteht darin, dass die Bibel als das geoffenbarte Wort Gottes allgemeingültige, nicht verhandelbare und für jeden gleichermaßen verbindliche Wahrheiten verkündige. Dieser Absolutheitsanspruch sei in der Bibel selbst verankert. Dies setze laut Parzany Grenzen hinsichtlich der Akzeptanz anderer Einstellungen. Zugleich verwahrt er sich dagegen und wertet es als Zeichen von Intoleranz, Menschen, die solche Überzeugungen vertreten, als Fundamentalisten oder Fanatiker zu brandmarken.
Parzanys literarische Arbeit widmet sich vor allem der theologischen Begründung und der Praxis eines ganzheitlichen Verständnisses der christlichen Sendung (Mission). Die einladende Verkündigung des Evangeliums (Evangelisation) und die soziale Verantwortung will er in Theorie und Praxis unbedingt zusammengehalten sehen. Er vertritt damit die im Ruhrgebiet geprägte Form des landeskirchlichen Pietismus in der Nachfolge von Wilhelm Busch und die in der sogenannten Lausanner Bewegung für Weltevangelisation auf deren drei Weltkongressen in Lausanne 1974, Manila 1989 und Kapstadt 2010 vertretene Theologie.
Schon vor dem Neuaufbruch des Islam in den 1970er Jahren beschäftigte sich Parzany mit dieser Religion. Sein erstes Buch Jesus der Moslems, Jesus der Christen. Das Wichtigste aus Bibel und Koran zum Gespräch mit Moslems erschien 1968 im Aussaat-Verlag Wuppertal und wurde später leicht überarbeitet als ein Kapitel in Parzanys Buch Ein Gott für alle, Holzgerlingen 2007, S. 80–124, aufgenommen. Parzany betont darin die Notwendigkeit von Toleranz und Respekt gegenüber den einzelnen moslemischen Gläubigen, sieht aber den Islam als Religion als unvereinbar mit dem Christentum an. Dementsprechend äußert er sich besorgt über den interreligiösen Dialog, da er darin die Gefahr sieht, dass hierdurch Grundpositionen des Christentums aufgeweicht oder gar aufgegeben werden. In seiner islamkritischen Haltung schließt sich Parzany den Positionen von Walter Schmithals an; die Trennung von Kirche und Staat, so legte er in einem Vortrag dar, liege im tiefsten Wesen des Christentums, während für den Islam mit seinem innewohnenden Herrschaftsanspruch das exakte Gegenteil zuträfe.
In diesem Zusammenhang zeigt sich Parzany davon überzeugt, dass sich das Christentum mit keiner Art von Zwang vertrage. Es sei eine freiwillige Sache. Daher begrüßt Parzany die Säkularisierung als Befreiung von Bevormundung, kritisiert aber andererseits scharf den Säkularismus, der in intoleranter Weise die praktische Lebensgestaltung nach dem Willen Gottes verwerfe und als obsolet bekämpfe. Auch sieht er es als problematisch an, dass in den Kirchen nicht nur Pluralität (=Vielfalt der Ausdrucksformen), sondern auch zunehmend Pluralismus Platz greife. Das komme einer Akzeptanz von Haltungen gleich, die mit dem normativen biblischen Wort nicht vereinbar seien. Die Differenzierung von Akzeptanz und Toleranz ist für Parzany wesentlich. In dieser Hinsicht vertritt er ähnliche Positionen wie die von Jürgen Habermas in einem Vortrag im Jahr 2002 dargelegten. Die politische Tugend der Toleranz, so Parzany, fordere nicht die Verleugnung der eigenen Überzeugung, sondern erfordere die Bereitschaft, unvereinbare Positionen in öffentlicher Auseinandersetzung zu diskutieren und gleichwohl das friedliche Zusammenleben aufrechtzuerhalten. In einer Gesellschaft, in der Christen immer mehr unter den Verdacht des Fanatismus gestellt werden und sich einer feindseligen Umgebung ausgesetzt sehen, sei das biblische Gebot der Feindesliebe gemäß der Bergpredigt Jesu (Mt 7,38–48 ) gefragt.
Im Sinne des von ihm als normativ verstandenen biblischen Wortes vertritt Parzany die Überzeugung, dass gelebte Homosexualität Sünde und eine „schöpfungswidrige Anomalie“ sei. Homosexuelle Christen kritisierten ihn, weil er Homosexualität mit Pädophilie verglichen oder in einem Atemzug mit Ehebruch genannt hatte.
Zur grundsätzlichen Auseinandersetzung über die Bewertung von Sexualität und Ehe heute schreibt Parzany: „Das Gegenüber von Mann und Frau gehört wesentlich zum biblischen Menschenbild (1 Mos 1,27 ; Mt 19,4–6 ). So wie die Beziehung zwischen Gott und Mensch einerseits durch den Unterschied und andererseits durch die Zusammengehörigkeit bestimmt ist, so auch das Verhältnis von Mann und Frau. Wo Gott, der Schöpfer, nicht mehr geehrt wird, wird auch die Gabe und Aufgabe der Ehe aufgelöst. Das erleben wir heute. Die Kritik der Bibel an außerehelichen Sexualkontakten und auch an homosexuellen Handlungen ist in der Offenbarung Gottes, des Schöpfers, und in dem damit verbundenen Menschenbild begründet. In den Auseinandersetzungen um sexuelle Lebensformen geht es nicht um zeitgebundene Moralvorstellungen, sondern um die Anerkennung Gottes, des Schöpfers, und die Wertschätzung seiner Gabe des Unterschiedes und der Zusammengehörigkeit von Mann und Frau.“
Als Anfang 2016 die Debatte um den Kurs der evangelikalen Bewegung zur Homosexualität Fahrt aufnahm, äußerte sich Thies Gundlach, Vizepräsident des EKD-Kirchenamtes zu Parzanys Aussagen. Gundlach sagte dem Evangelischen Pressedienst, dieser Vorwurf sei weder neu noch zutreffend: „Ich sehe […] mit Kummer, wie schwer es diesem großartigen Prediger fällt, jenseits seiner eigenen Überzeugungen anderes als Irrlehren zu erkennen.“
Kurz zuvor hatte Michael Diener, damaliger Vorsitzender der Evangelischen Allianz und seit November 2015 im Rat der EKD, die ablehnende Haltung der evangelikalen Bewegung gegenüber homosexuellen Paaren im Pastorendienst in einem Welt-Artikel relativiert. Dem widersprach Parzany deutlich. Am 8. Januar 2016 veröffentlichte der evangelikale Informationsdienst idea ein Memorandum Parzanys mit dem Titel: „Wenn die Bibel Gottes Wort ist …“ Darin stellte er klar, dass die Bibel seiner Ansicht nach die „Urkunde der Offenbarung Gottes“ sei, auch wenn dies von der historisch-kritischen Bibelauslegung in Zweifel gezogen werde (weswegen man solche Auslegungsmethoden überwinden müsse). Parzany versuchte im Folgenden anhand biblischer Texte zu belegen (einschließlich Jesu eigener Worte), dass homosexuelle Beziehungen nicht dem Willen Gottes entsprächen; folglich dürften sie auch nicht von den Kirchen gesegnet werden.
Vor dem Hintergrund der normativen Verbindlichkeit des Wortes Gottes lud Parzany daraufhin rund 60 evangelikale Vertreter nach Kassel ein, um auf der Basis eines Positionspapiers „Zeit zum Aufstehen“ und seines Memorandums über die Gründung eines deutschlandweiten Bekenntnisnetzwerks zu beraten. Aus diesen Beratungen ging ein gemeinsames Kommuniqué hervor, das die Positionen der Vertreter kommuniziert. Mit der Veröffentlichung dieses Schriftstückes ging auch die Gründung des „Netzwerks Bibel und Bekenntnis“ einher, dessen Vorsitzender Parzany ist. Das Netzwerk besteht nach eigenen Angaben aus knapp 3000 Mitgliedern aus Landes- und Freikirchen im deutschsprachigen Raum (Stand: August 2021).

## Ehrungen
- 1998: Bundesverdienstkreuz für sein Engagement für Jugendliche, Mission und Seelsorge. Bei der Weltausstellung EXPO 2000 war Parzany Direktor des Pavillons der Hoffnung.
- 2022: „Johann-Jakob-Rambach-Medaille“ der Freien Theologischen Hochschule Gießen für seine Verdienste zur Glaubwürdigkeit der Heiligen Schrift.[15]

## Veröffentlichungen
Aus seinem evangelistischen Dienst und der regelmäßigen Predigttätigkeit entstanden eine Reihe von Büchern. Parzany war von 1984 bis 2005 Mitherausgeber und zeitweise Redakteur der Bibellesehilfen Termine mit Gott, Bibel für heute und Start in den Tag, die zeitweise jährlich mit über 100.000 verkauften Exemplaren über den Buchhandel verbreitet wurden.
Im Juli 2017 erschien sein Buch „Was nun, Kirche?“, in dem sich Parzany kritisch mit der Situation der deutschen Landeskirchen beschäftigt. Es landete innerhalb weniger Wochen nach Erscheinen auf der Spiegel-Bestsellerliste.

## Werke (Auswahl)
- Jesus der Moslems, Jesus der Christen. Das Wichtigste aus Bibel und Koran zum Gespräch mit den Moslems. Studienhilfen, herausgegeben von Theo Sorg, Gerhard E. Stoll, Karl Sundermeier. Aussaat Verlag, Wuppertal 1968.
- Im Einsatz für Jesus. Programm und Praxis des Pfarrers Wilhelm Busch. Schriftenmissions-Verlag, Gladbeck 1973, ISBN 978-3-7615-4894-3 (3. Auflage 2017).
- Was kann man denn noch ernst nehmen? 2. Auflage. Schriftenmissions-Verlag, Gladbeck 1974.
- Zeugen gesucht! Evangelistischer Ansatz, soziale Verantwortung und weltmissionarischer Weitblick in der Jugendarbeit. Aussaat Verlag, Wuppertal 1976.
- Ausgeschüttet wie Wasser, Hat das Leben Sinn? 2. Auflage. Schriftenmissions-Verlag, Gladbeck 1978, ISBN 3-7958-0305-5.
- Moment Mal! 1983, ISBN 3-7615-3135-4.
- Ein Schrei zerreißt die Welt. Über die sieben Worte Jesu am Kreuz. Schriftenmissions-Verlag, Gladbeck 1978, ISBN 3-7958-2149-5.
- Mir geht ein Licht auf. 2. Auflage. Brunnen Verlag, Gießen/Basel 1991, ISBN 3-7655-3429-3.
- Leben mit neuem Programm. Brendow Verlag, Moers 1996.
- Wozu Gott? 1997, ISBN 3-87067-141-6.
- So ist Versöhnung. Die Heimkehr des verlorenen Sohns. Brendow Verlag, Moers 1999, ISBN 3-87067-791-0.
- Zündstoff. Reden gegen den Strom. 2001, ISBN 3-7615-1047-0.
- Ich glaube … Wozu Christen sich bekennen. 2. Auflage. Brunnen-Verlag, Gießen u. a. 2003, ISBN 3-7655-3743-8.
- Unglaublich. Reden vom Zweifeln und Staunen. Hänssler, Holzgerlingen 2003, ISBN 3-7751-4049-2.
- mit Hans-Joachim Eckstein: Die Basis trägt. Die Pariser Basis und der CVJM heute. 2. Auflage. Aussaat Verlag, Neukirchen-Vluyn 2005, ISBN 3-7615-5346-3.
- Ein Gott für alle. SCM Hänssler, Holzgerlingen 2007, ISBN 978-3-7751-4687-6.
- Kraft und Mut statt Angst und Wut. SCM Hänssler, Holzgerlingen 2008, ISBN 978-3-7751-4885-6.
- Hallo, hört mich einer? SCM Hänssler, Holzgerlingen 2009, ISBN 978-3-7751-5117-7.
- Christ. Glauben. Leben. SCM Hänssler, Holzgerlingen 2012, ISBN 978-3-417-26466-1.
- Dazu stehe ich (Autobiografie). SCM Hänssler, Holzgerlingen 2014, 2. Aufl. 2015, ISBN 978-3-7751-5555-7.
- Anker meiner Seele. 52 Bibelworte, die mir wichtig sind. SCM R. Brockhaus, Wuppertal 2015, ISBN 978-3-417-26662-7.
- Was nun, Kirche? Ein großes Schiff in Gefahr. SCM Hänssler, Holzgerlingen 2017, ISBN 978-3-7751-5792-6.
- Man muss Gott mehr gehorchen als den Menschen. Ein Appell zum mutigen Bekenntnis. SCM Hänssler, Holzgerlingen 2018, ISBN 978-3-7751-5883-1.
- Jesus vertrauen – aus gutem Grund. Gottes klare Zusagen für unser Leben entdecken. SCM Hänssler, Holzgerlingen 2021, ISBN 978-3-7751-6100-8.

als Herausgeber
- mit Horst Marquardt (Hrsg.): Evangelisation mit Leidenschaft. Berichte und Impulse vom II. Lausanner Kongress für Weltevangelisation in Manila. Aussaat- und Schriftenmissions-Verlag, Neukirchen-Vluyn 1990.
- Gottes Wort gilt: Dafür tritt das Netzwerk Bibel und Bekenntnis ein. Logos Editions, Ansbach/Windsbach 2016, ISBN 978-3-945818-05-3.
- Gesunde Lehre: Texte aus dem Netzwerk Bibel und Bekenntnis. Logos Editions, Ansbach/Windsbach 2018, ISBN 978-3-945818-13-8.